# Llyn Eigiau
Llyn Eigiau est un lac au bord de la chaîne de montagnes Carneddau à Snowdonia, Conwy, Pays de Galles. On pense que le nom Eigiau fait référence aux bancs de poissons qui vivaient autrefois ici. Les premières cartes l'appellent Llynyga. On pense qu'un petit nombre d'ombles chevaliers sont présents dans le lac (comme ils le sont dans le Llyn Cowlyd (en) voisin) , transférés ici depuis Llyn Peris (en), et c'est certainement l'un des rares lacs du Pays de Galles à avoir sa propre truite brune naturelle.

## Barrage

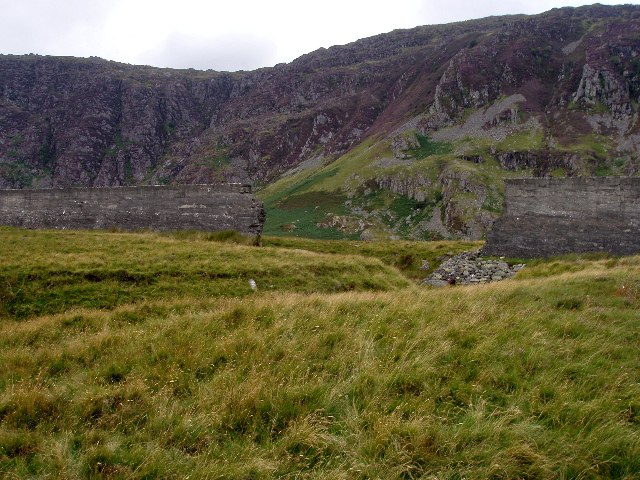
La brèche dans le barrage, montrant le ravin creusé par les eaux de crue.

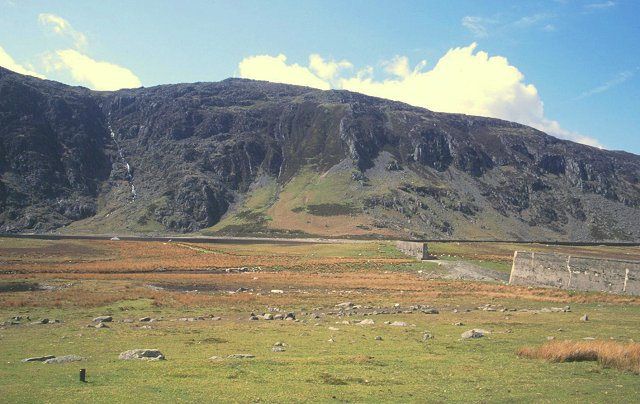
Une deuxième brèche a été délibérément faite dans le barrage pour empêcher une réapparition.

En 1911, un barrage de 1 200 m de long et 11 m de haut fut construit sur une partie de son côté est pour alimenter en eau la centrale électrique de Dolgarrog, qui à son tour alimenta les usines d'aluminium adjacentes. Les matériaux du barrage furent transportés le long du nouveau Eigiau Tramway (en), qui partait de Dolgarrog et empruntait le tracé de l'ancien tramway de la carrière Cedryn . 

## Rupture en 1925
L'entrepreneur d'origine se retira de la construction, alléguant une malfonction (corner cutting). Le 2 novembre 1925, après 660 mm de pluie en seulement cinq jours, le barrage se brisa. L'eau s'écoula vers le réservoir Coedty, provoquant également son éclatement, et des milliers de mètres cubes d'eau s'écoulèrent dans le village de Dolgarrog, causant la mort de 16 personnes. Une nouvelle centrale électrique fut construite à Dolgarrog en 1925. Trois courts films muets en noir et blanc de l'incident peuvent être vus ici . Une étude du barrage montre aujourd'hui qu'en effet les fondations étaient tout à fait insuffisantes, et de gros morceaux de ciment non mélangé peuvent également être observés. Le matériau du barrage qui peut être vu à travers les trous existants est floconneux et a tendance à se détacher facilement.

## Le lac aujourd'hui
Aujourd'hui, le lac couvre une superficie d'environ 49 hectares et a une profondeur d'environ 10 mètres. Avant la rupture du barrage, sa superficie était deux fois plus importante.
Le Llyn Eigiau est alimenté en eau par un tunnel au départ du Llyn Dulyn, et celle-ci en est ensuite transférée vers le Llyn Cowlyd par un second tunnel, plus grand. La principale source d'alimentation de Llyn Eigiau est Afon Eigiau, une petite rivière qui coule sur Cwm Eigiau. L'exutoire de Llyn Eigiau s'appelle Afon Porth-llwyd et s'écoule via le réservoir Coedty avant de passer sous Pont Newydd à Dolgarrog. Celui-ci se jette ensuite dans la rivière Conwy.

## Accès
Bien que les véhicules privés ne soient pas autorisés à accéder au lac lui-même, il y a un parking à distance de marche, à environ 800 m du barrage et qui est accessible par la route B5106 à Tal-y-bont, dans la vallée de Conwy. La route traverse Llanbedr-y-Cennin (en) et devient par la suite une voie étroite en passant par les collines en direction du lac. Le long de cette voie, de trouvent des sentiers publics balisés, avec des échaliers pour y accéder au-dessus des vieux murs en pierre sèche qui longent certaines parties de la voie.